# Xanthophryne tigerina
Xanthophryne tigerina е вид жаба от семейство Крастави жаби (Bufonidae). Видът е критично застрашен от изчезване.

## Разпространение
Разпространен е в Индия (Махаращра).

## Описание
Популацията на вида е намаляваща.